# Die xue jie tou
Bala na Cabeça (em chinês: 喋血街头, ou Die xue jie tou; em inglês: Bullet in the Head) é um filme de ação e drama de guerra de Hong Kong coescrito, produzido, editado e dirigido por John Woo. Foi lançado em 1990.